# Římskokatolická farnost Rudolfov
Římskokatolická farnost Rudolfov je územním společenstvím římských katolíků v rámci vikariátu České Budějovice - venkov českobudějovické diecéze.

## O farnosti

### Historie
Rudolfov vznikl v roce 1585 z původní osady Velké Hory, ve které již od roku 1555 existovala farnost. Nové městečko tehdy díky těžbě stříbra bylo ve svém významu konkurentem Českých Budějovic. V letech 1556-1583 byl pak místními evangelíky postaven renesanční farní kostel, zasvěcený později svatému Vítu. Rudolfov se stal centrem jihočeského luterství. Pražský arcibiskup Zbyněk Berka z Dubé ve vizitační zprávě z června 1595 uvedl, že Rudolfov je obydlen heretiky, byli do něj „uvedeni luteránští kazatelé, k nimž dochází také obyvatelstvo z Budějovic a blízkých vsí, takže mnozí od katolické víry odpadají“. Během Českého stavovského povstání se Rudolfov připojil k odboji, za což byl z podnětu soupeřících katolických Českých Buidějovic v roce 1619 vypálen. Význam Rudolfova pak poměrně rychle upadl. Roku 1620 císař Ferdinand II. odebral Rudolfovu městská práva. Městečko pak bylo poměrně rychle obnoveno jako poddanské, dřívějšího významu však již nikdy nedosáhlo.

### Duchovenstvo farnosti

#### Duchovní správci
- 1938–1939 R.D. Josef Plojhar (kaplan)
- 2007–2008 J.M. can. Zdeněk Mareš (administrátor ex currendo z katedrální farnosti v Českých Budějovicích)
- 2008–2013 R.D. Jan Doležal (administrátor ex currendo z Lišova)
- od r. 2013 R.D. Mgr. Marcin Krysztof Chmielewski (administrátor ex currendo z Lišova)

#### Kněží pocházející z farnosti
- R.D. ThLic. Josef Prokeš, primiční Mši svatou slavil v rudolfovském kostele 14. června 2009, působil jako spirituál biskupského gymnázia v Českých Budějovicích, od r. 2017 je administrátorem farnosti Vodňany, ex currendo spravuje farnosti Chelčice, Lomec a Skočice a zároveň je ustanoven jako diecézní duchovní rádce skautů.

### Současnost
Farnost Rudolfov je součástí kollatury farnosti Lišov, odkud je vykonávána její duchovní správa.
| Kostel                                        | Místo         | Bohoslužba             | Bohoslužba             | Poznámka     |
| --------------------------------------------- | ------------- | ---------------------- | ---------------------- | ------------ |
| Kaple Panny Marie a sv. Antonína              | Dubičné       | neslouží se pravidelně | neslouží se pravidelně | obecní kaple |
| Kaple sv. Jana Nepomuckého                    | Hlincová Hora | neslouží se pravidelně | neslouží se pravidelně | obecní kaple |
| Kaple sv. Vojtěcha                            | Jivno         | neslouží se pravidelně | neslouží se pravidelně | obecní kaple |
| Kaple Panny Marie, sv. Antonína a sv. Václava | Malé Dubičné  | neslouží se pravidelně | neslouží se pravidelně | obecní kaple |
| Kostel sv. Víta                               | Rudolfov      | neděle                 | 10.00                  | farní kostel |
| Kaple sv. Václava                             | Vráto         | neslouží se pravidelně | neslouží se pravidelně | obecní kaple |

## Galerie

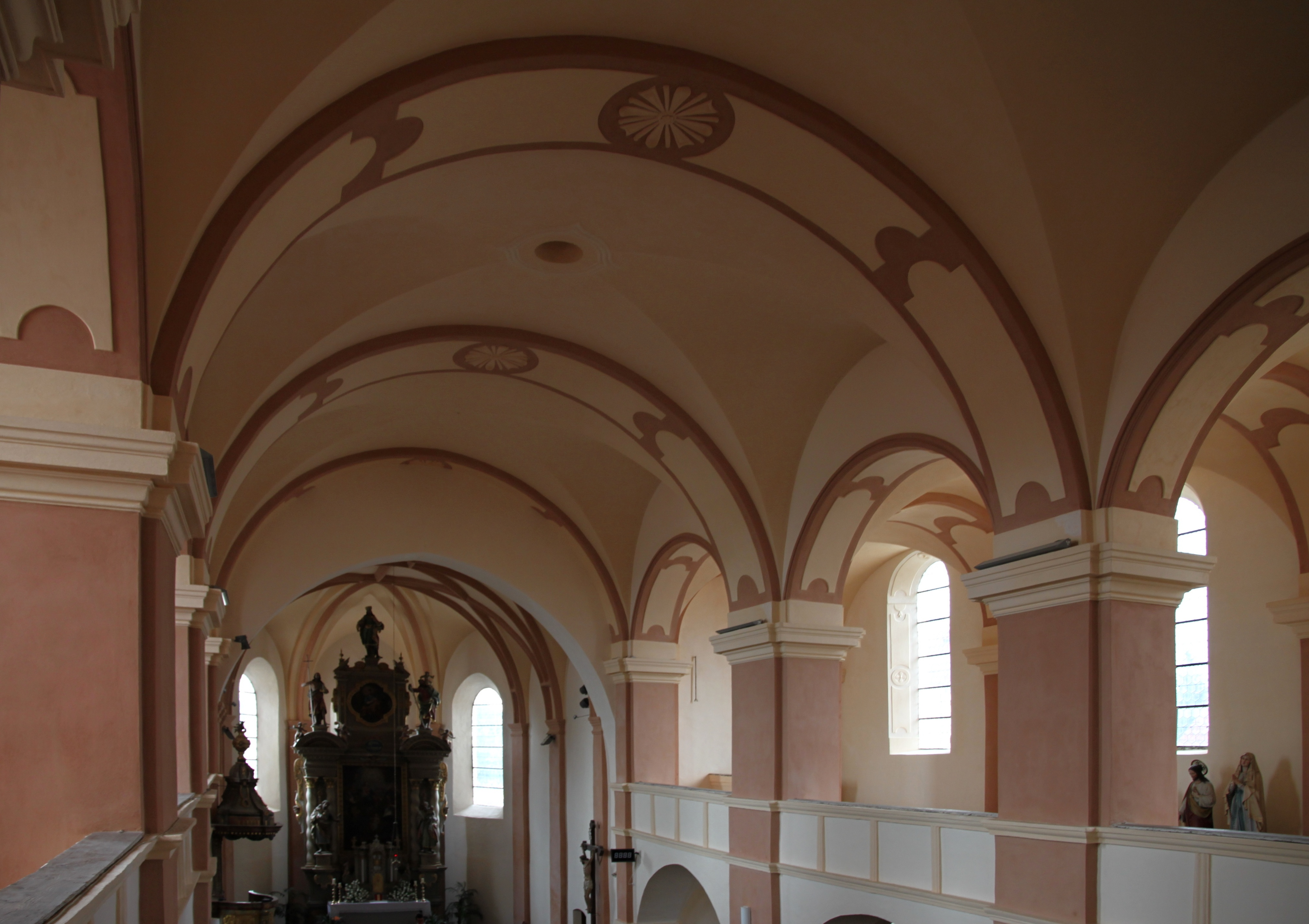
Interiér kostela sv. Víta v Rudolfově
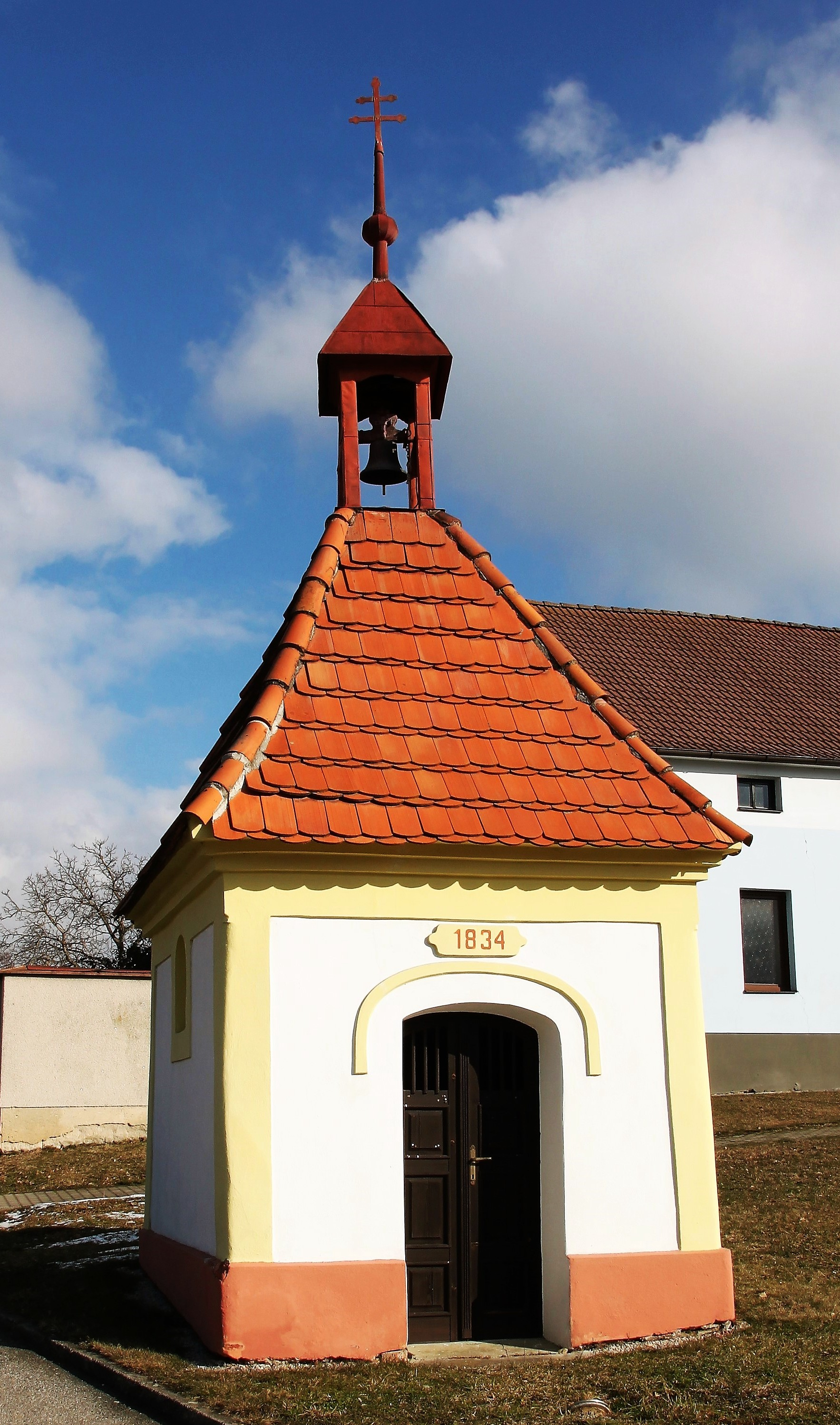
Kaple Panny Marie a sv. Antonína v Dubičném
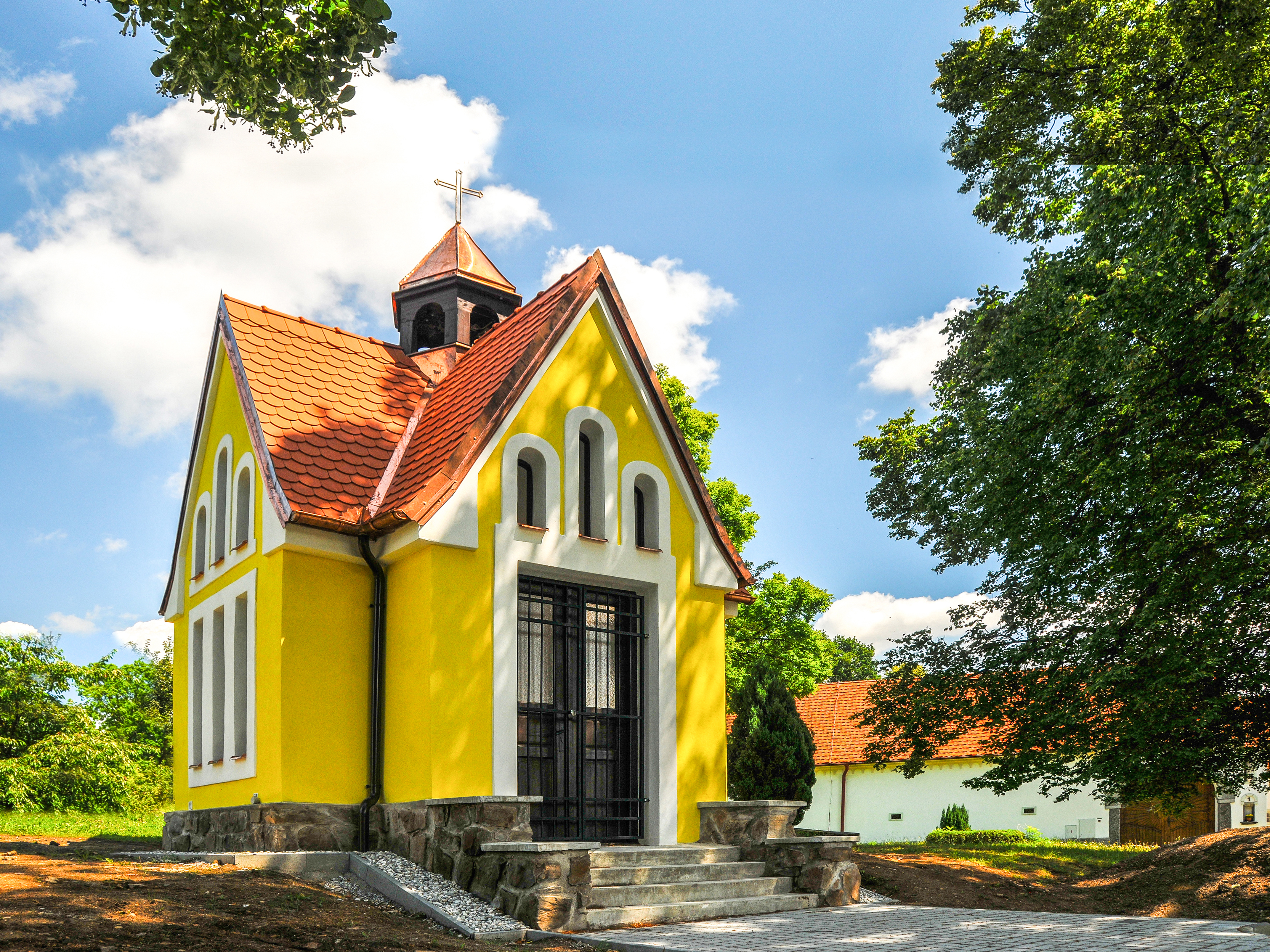
Kaple sv. Jana Nepomuckého na Hlincové Hoře
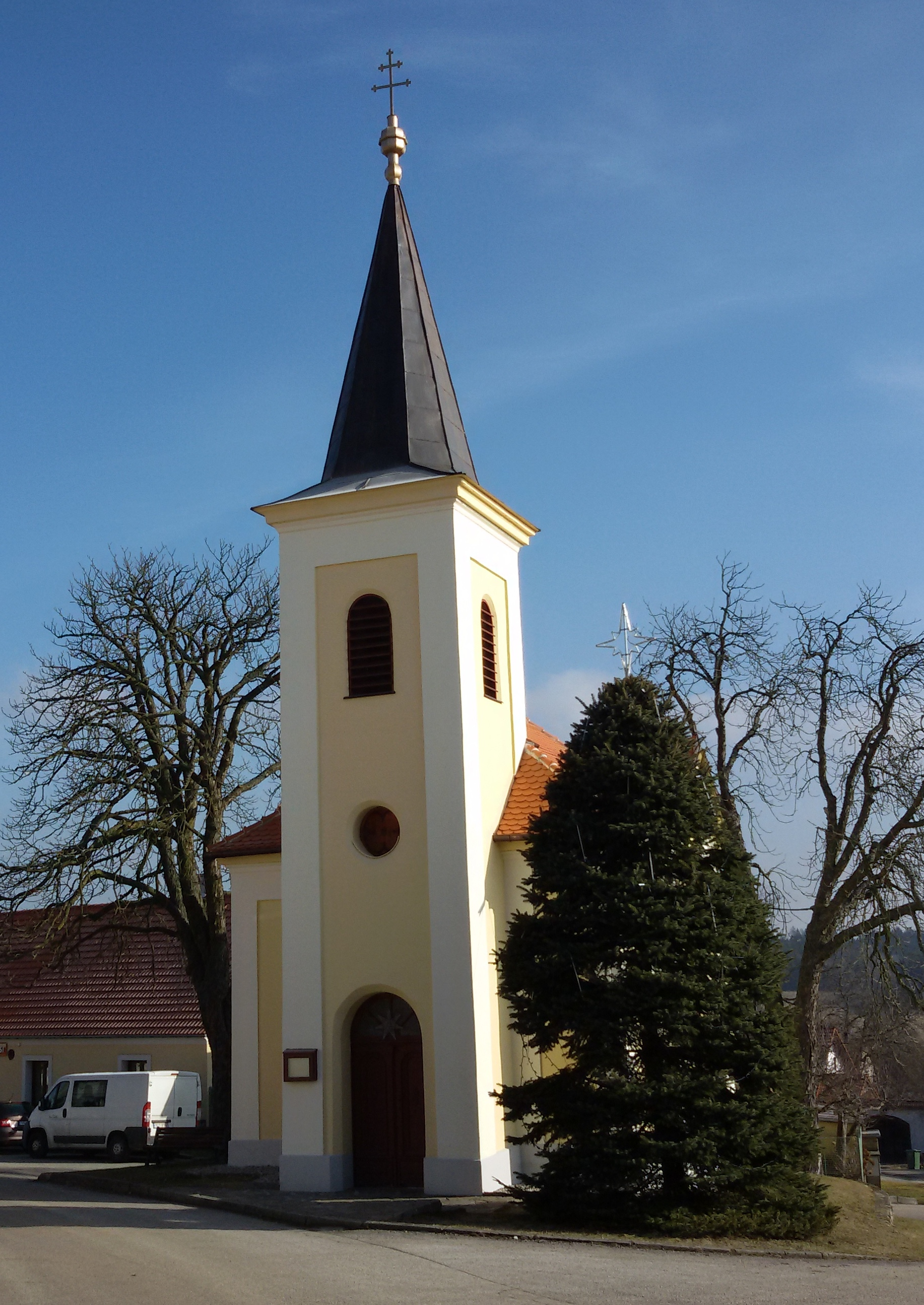
Kaple sv. Vojtěcha v Jivně
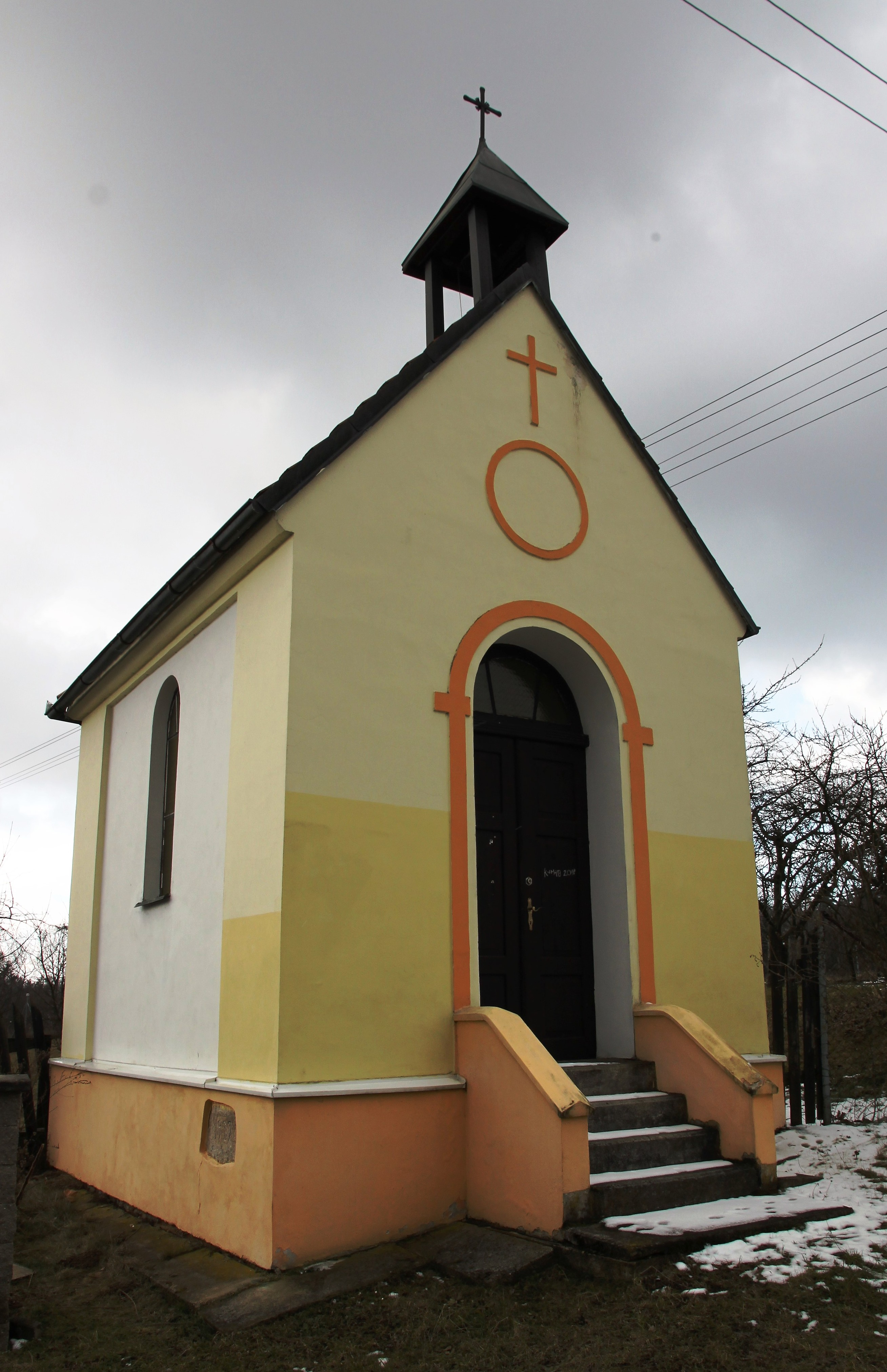
Kaple Panny Marie, sv. Antonína a sv. Václava v Malém Dubičném
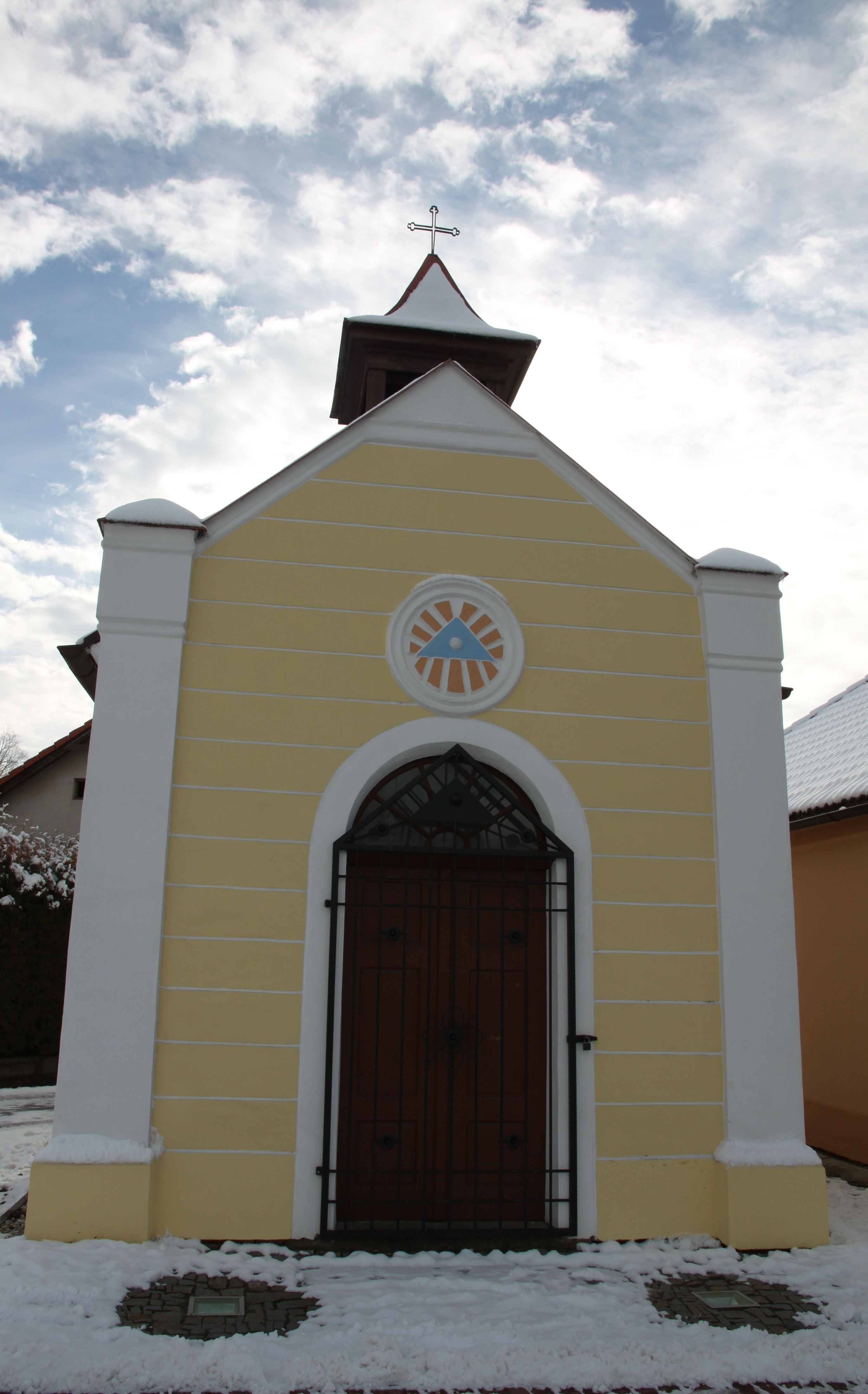
Kaple sv. Václava ve Vrátě